# S'Hospitalet Vell
S'Hospitalet Vell, ou selon son nom complet le village talayotique de S'Hospitalet Vell, est un site archéologique situé dans la municipalité de Manacor, à Majorque, dans l'archipel des Baléares en Espagne. Les principaux vestiges archéologiques sont attribués à deux périodes culturelles différentes, le Naviforme (1600-1050 av. J.-C.) et la période talayotique (fin du IIe millénaire av. J.-C) mais le site fut réoccupé plus tardivement.

## Historique
Le site a été fouillé par Guillem Rosselló Bordoy au début des années 1980, et une seconde fois en 2002 par le musée historique de Manacor. Le talayot puis le village complet ont été déclarés biens d'intérêt culturel respectivement en 1946 et 1966 sous les numéros d'enregistrement 51-0001181 et 51-0002336.

## Période naviforme

### Habitats naviformes
Quatre structures d'habitats naviformes sont visibles au nord (naviformes n°1 et n°2) et au nord-est du site (naviformes n°3 et n°4). Il n'en demeure que la première assise des murs.
Le naviforme n°1 mesure environ 17 m de long sur 7,50 m de large délimitant un espace intérieur de 16,5 m de long sur 3,50 m de large. Il a été fouillé dans le début des années 1980 mais les résultats des fouilles n'ont été que partiellement publiés. L'édifice comportait un foyer de forme ovale en partie construit avec des moules destinés à la fabrication d'objets en bronze. Il a été restauré en 2002. On ne dispose d'aucune information sur le résultat des fouilles du naviforme n°2 mais il semble que la réutilisation de l'édifice à l'époque moderne ait entraîné la destruction de la couche archéologique.

Période naviforme
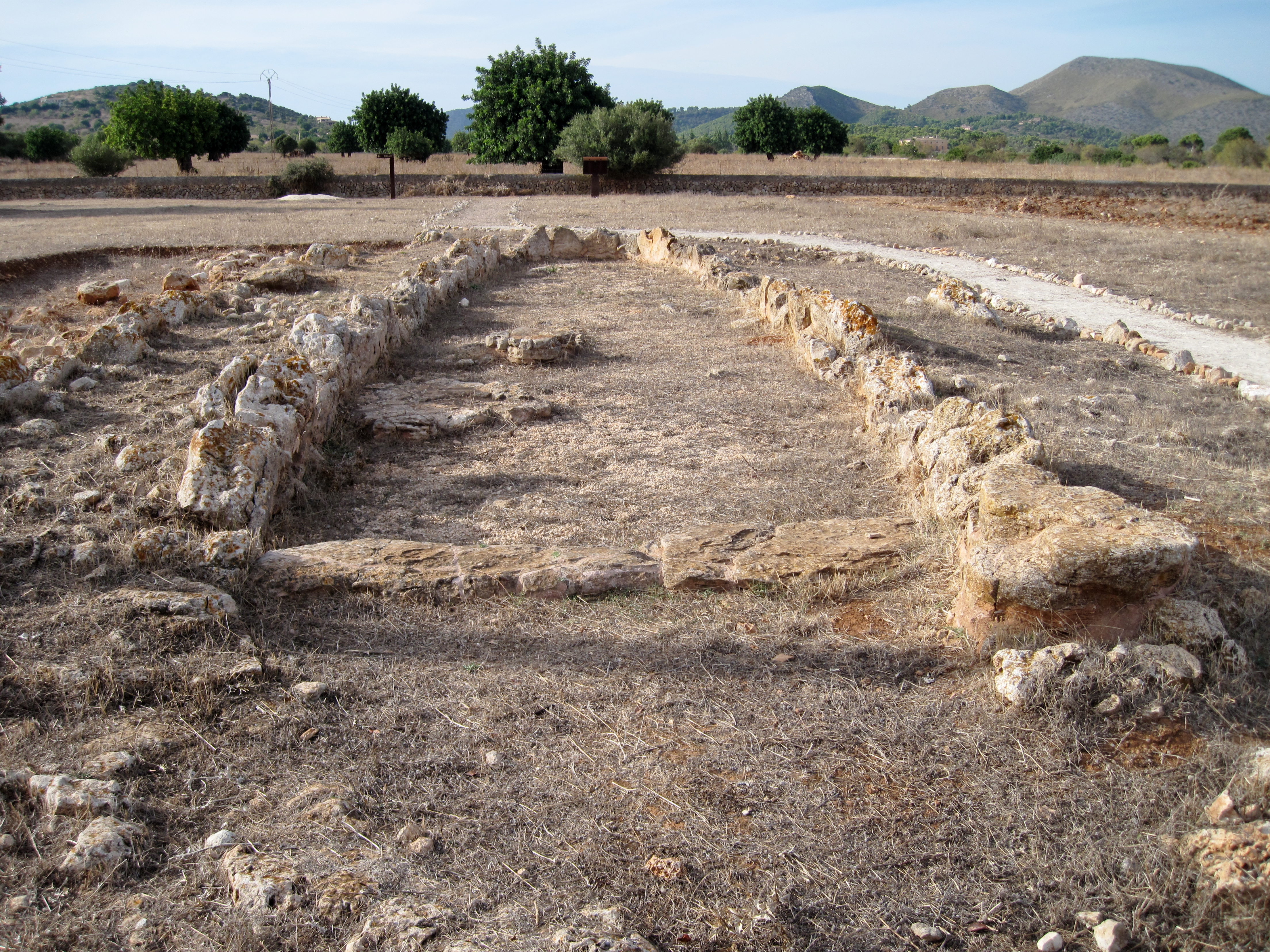
Naviforme n°1.
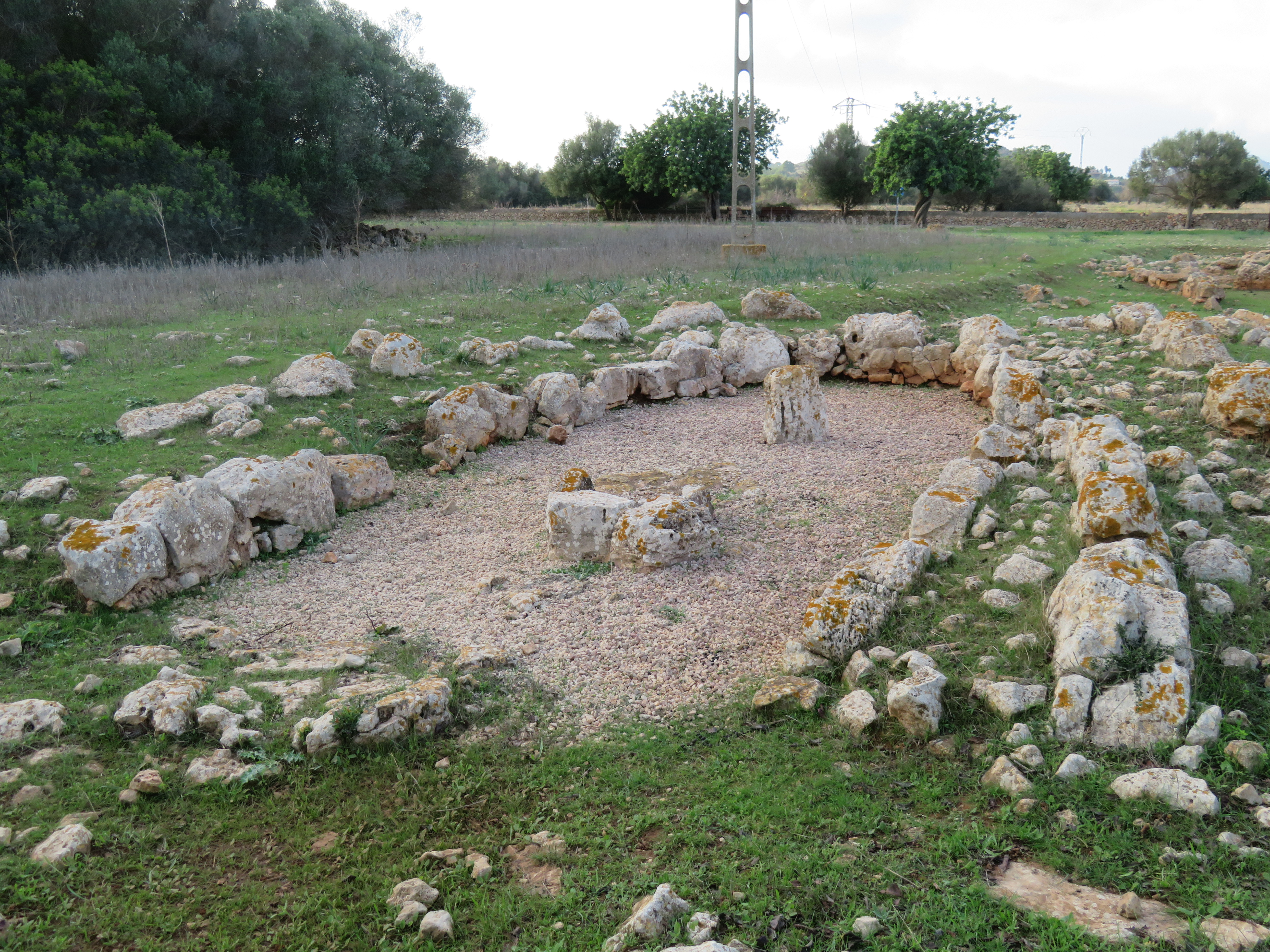
Naviforme n°2.
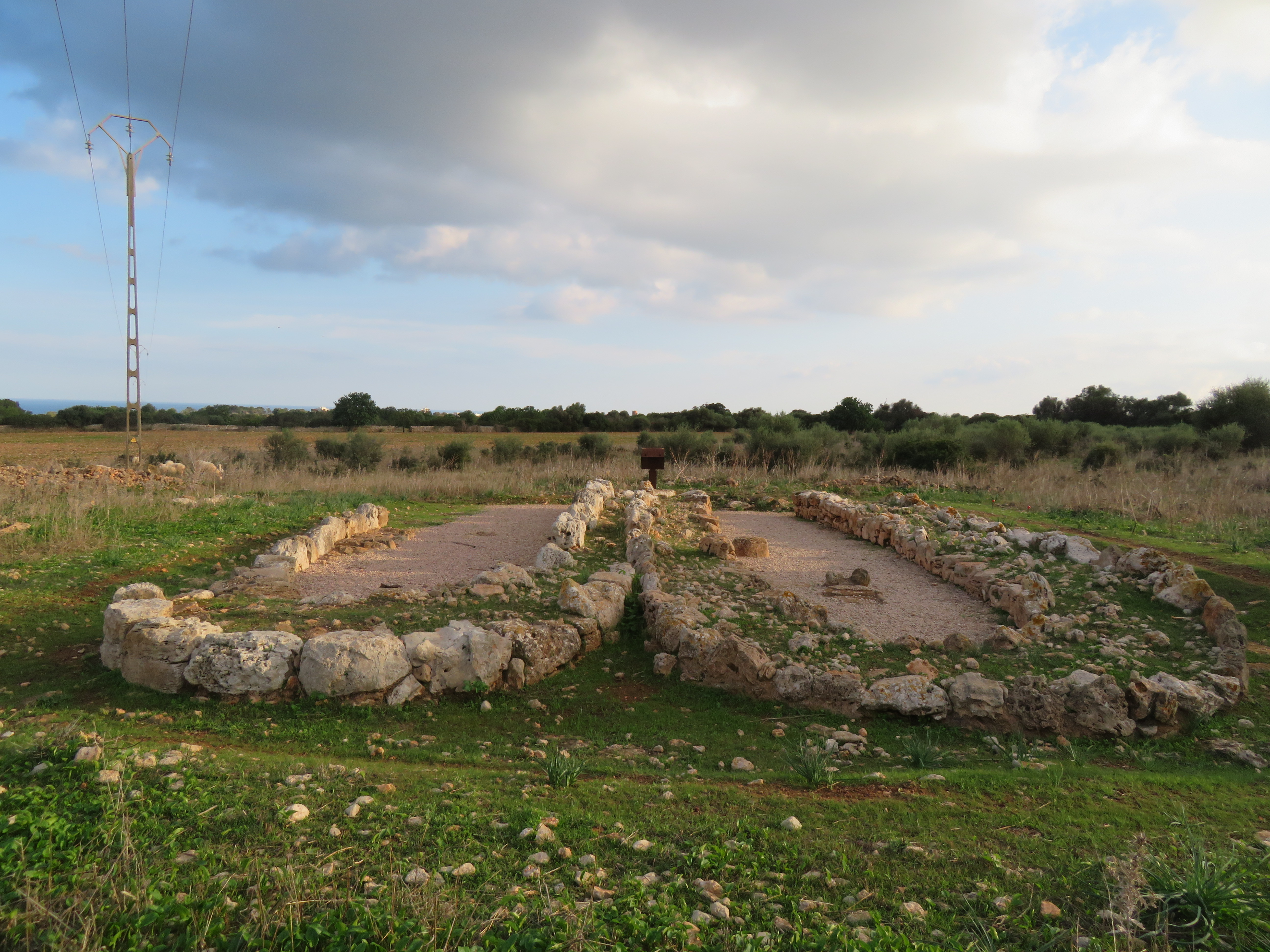
Naviformes n°4 et n°3 (de gauche à droite).
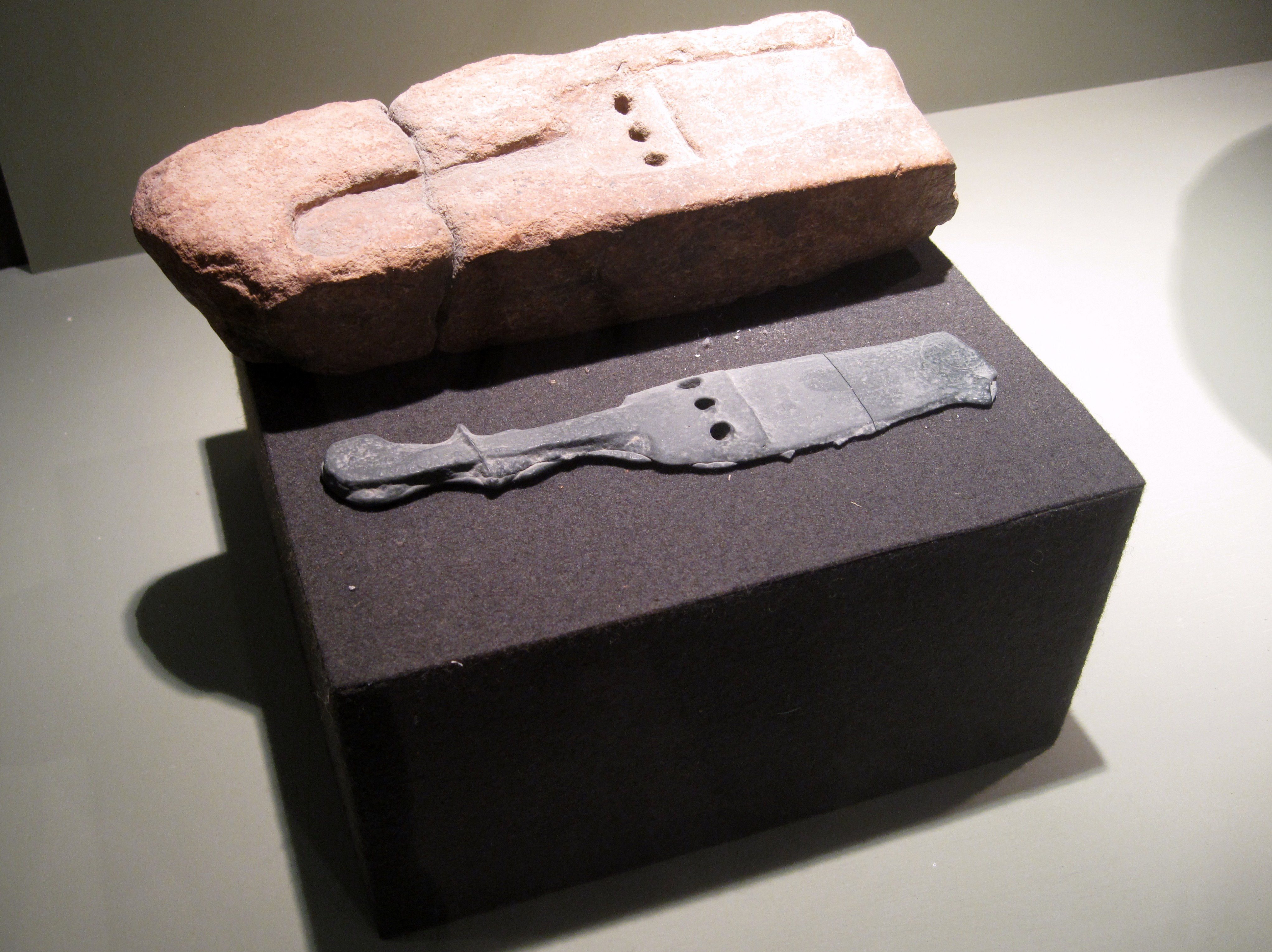
Moule d'objet en bronze.
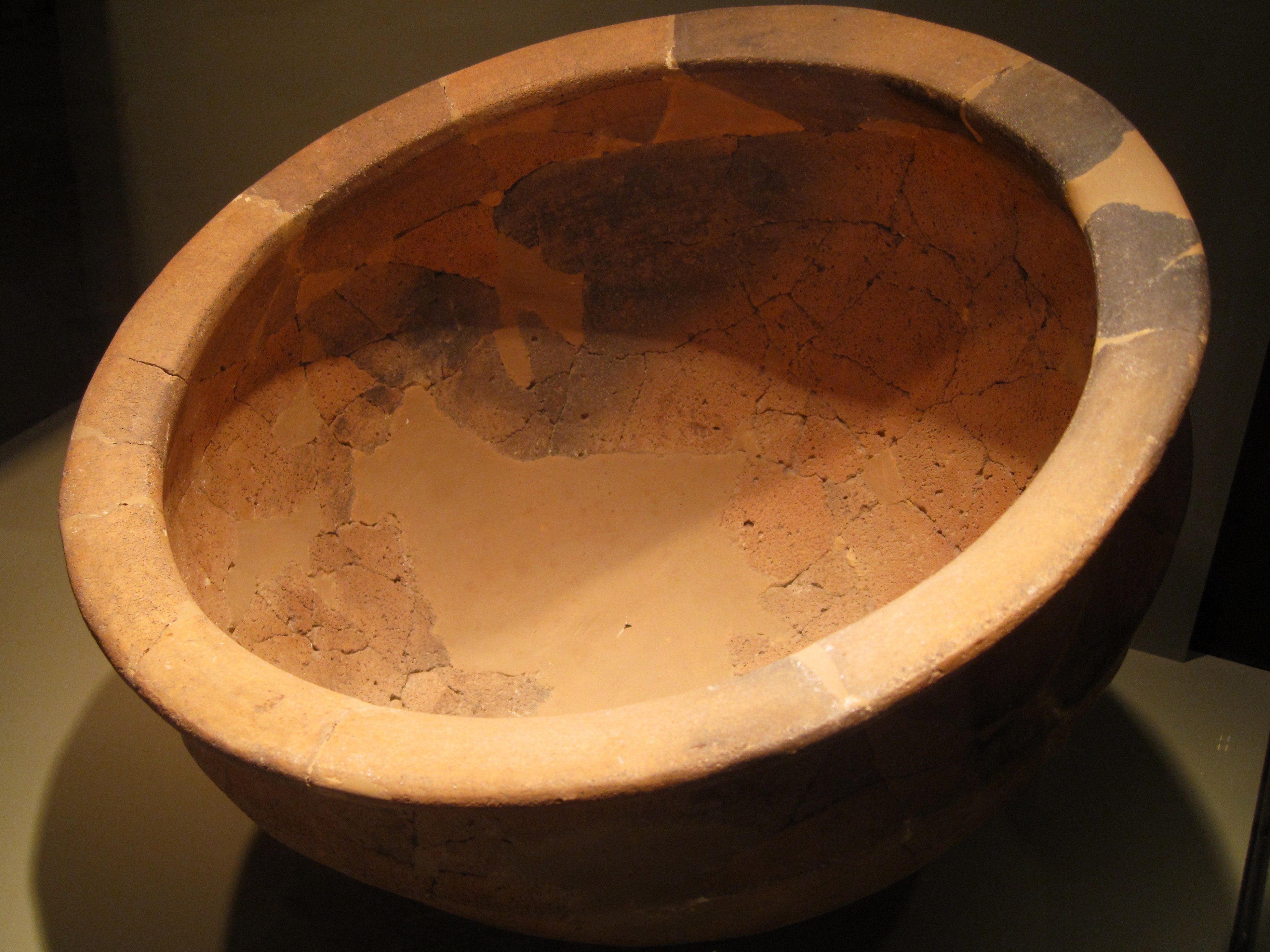
Céramique de l'âge du Bronze.

Le naviforme n°3 a été édifié directement sur le socle rocheux. Il comporte une chambre intérieure d'environ 15 m de long et d'une largeur maximale de 3 m. Une couche épaisse constituée d'une accumulation d'argile chauffée et de fragments de poutres en bois brûlées a été découverte lors des fouilles archéologiques. Elle doit correspondre aux vestiges de l'ancienne couverture. L'édifice comprenait également un foyer de forme elliptique.
Le naviforme n°4 a été adossé au mur du naviforme n°3, ce qui indique qu'il a été construit plus tardivement. Le naviforme n°4 a été découvert en très mauvais état : la plupart des blocs constituant les murs ont été prélevés au cours des siècles suivants par les populations locales et la forme originale du naviforme a pu être identifiée uniquement parce que les contours des blocs enlevés étaient encore visibles. Les dimensions de l'édifice sont à peu près similaires à celles du naviforme n°3. A l'intérieur de l'édifice, la couche archéologique a cependant été bien conservée. Elle renfermait les restes d'un squelette humain et, comme dans le cas du naviforme n°3, une accumulation d'argile interprétée comme les restes d'un toit tombé. Deux strates distinctes superposées ont été retrouvées près du foyer rond et d'un banc latéral.

### Datations
La période de construction de chacune de ces structures demeure inconnue mais plusieurs datations par le radiocarbone d'échantillons organiques constitués d'ossements de mammifères domestiques ou de charbons de bois ont pu être réalisées et permettent d'en dater la période d'occupation. Le toit du naviforme n°3 s'est effondré vers le XVe siècle av. J.-C. mais la couche d'occupation du naviforme n°4 est antérieure au XVe siècle av. J.-C. Sachant que la construction du naviforme n°4 est postérieure à celle du n°3, le toit effondré du naviforme n°3 ne doit pas être le toit d'origine mais une réparation plus tardive. En tout état de cause, les naviformes n°1, 3 et 4 étaient déjà construit aux alentours du XVIe siècle av. J.-C. La dernière occupation du naviforme n°1 a ainsi été datée d'environ 1450 à 1250 av. J.-C. La couche d'occupation du naviforme n°3 correspond à une période comprise entre 1050 et 900 av. J.-C. quant à la couche d'occupation du naviforme n°4 elle est datée du milieu du IIe millénaire av. J.-C. (1610-1420 av. J.-C.). Le squelette humain découvert dans le naviforme n°4 a été daté du IIe siècle av. J.-C., il correspond donc à une réutilisation du naviforme comme lieu de sépulture durant la période post-talayotique.

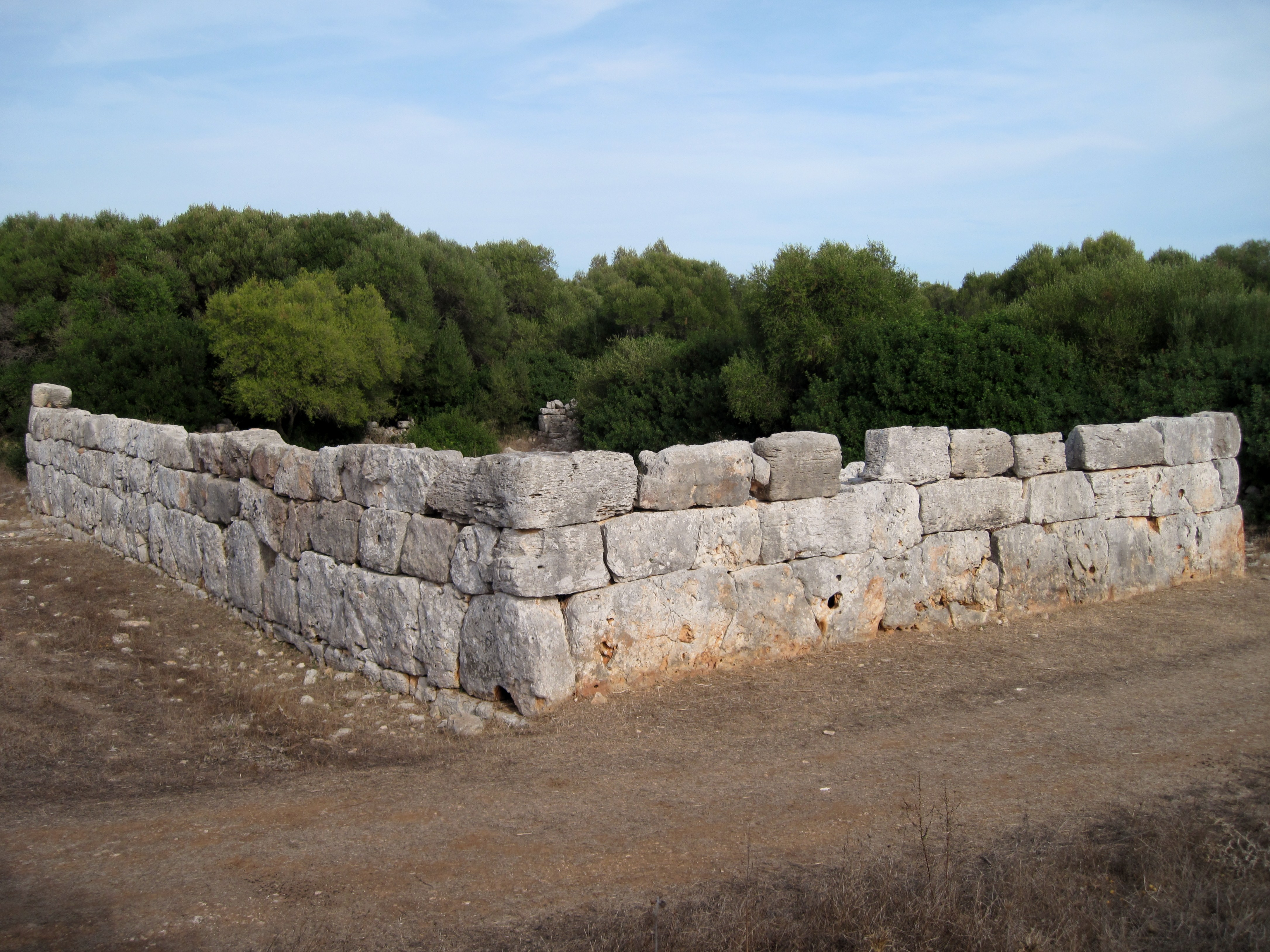
Bâtiment rectangulaire de style greco-punique.

## Période talayotique
Le talayot de l'Hospitalet Vell est de forme quadrangulaire. Il mesure 8 m de long sur 7,5 m de large à la base pour une hauteur actuelle d'environ 3,70 m. Il se distingue des autres talayots de Majorque par ses murs quasiment verticaux, alors que traditionnellement les murs des talayots majorquins sont nettement inclinés vers l'intérieur. Contrairement aux autres édifices connus, la couverture de la salle du rez-de-chaussée n'était pas constituée de poutres en bois recouvertes de branchage et de terre mais de longues dalles en pierre reposant sur une colonne centrale. Le talayot ne possède pas d'entrée de plain-pied, l'accès se faisait probablement par le premier étage. Il n'est pas exclu que le talayot comportait à l'origine plusieurs étages. La construction du talayot est datée de vers 1000 à 900 av. J.-C.
Un bâtiment rectangulaire de 22,30 m de long sur 12,20 m de large est visible au nord-ouest du site. Son mode de construction ne correspond pas à celui utilisé durant la période talayotique mais s'apparente à celui des murs de la Grèce antique datant du VIIe siècle av. J.-C. au Ve siècle av. J.-C. Ce bâtiment pourrait dater de la période où les Carthaginois établirent des comptoirs commerciaux à Majorque.